# أمي صادوقا
أمي صادوقا هو عاشر ملوك السلالة البابلية الأولى استمر حكمه ل20 سنة من (1582-1562 ق م) اتسم عصره بالهدوء أيضا كما في عصر والده امي ديتانا أيضا، وإهتم أيضا ببناء المعابد و مشاريع أخرى كما قام ببناء سد صغير على مدخل نهر الفرات إلى بابل في سنة حكمه الحادية عشر توفي سنة 1562 ق م وتولى الحكم بعده سامسو ديتانا.